# British Aircraft Corporation
La British Aircraft Corporation (BAC) era una industria aeronautica britannica nata nel 1960 a seguito della fusione di tre società, la Bristol Aeroplane Company, la Vickers-Armstrongs e la English Electric Aviation Ltd..

## Storia

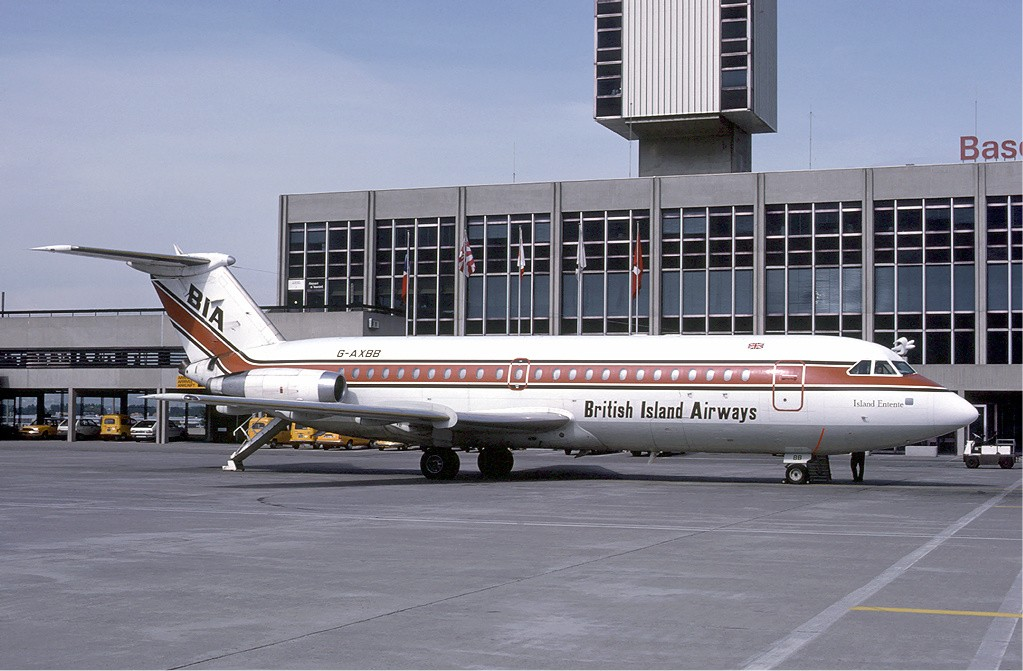
Un velivolo da trasporto passeggeri BAC 1-11.

Negli anni cinquanta il Governo inglese non sovvenzionava né aveva partecipazioni dirette nelle aziende aeronautiche civili, ma ne orientava indirettamente le scelte strategiche dal momento che le compagnie aeree pubbliche sostenevano (nei fatti) i costi di sviluppo e progettazione dei velivoli che acquistavano dai produttori nazionali. Le ricadute economiche e tecnologiche delle commissioni militari non riuscivano (come invece accadeva negli Stati Uniti) a consentire al settore civile di svilupparsi e di sostenersi economicamente, dal momento che mancava un'armonizzazione tra i requisiti civili e militari che pure era stata auspicata con la fondazione di un'apposita commissione governativa (la Transport Aircraft Requirements Committee).
Alla fine degli anni cinquanta la tecnologia aerospaziale inglese era tra le più avanzate al mondo, ma la frammentazione delle industrie e soprattutto la loro limitata forza finanziaria, basata quasi esclusivamente su investimenti privati, ponevano le compagnie inglesi in una posizione di netto svantaggio rispetto a quelle statunitensi.
Per rimediare a questa situazione, nel 1959 il Ministero dell'Aviazione inglese iniziò un'aggressiva campagna di sovvenzioni, favorendo la razionalizzazione delle strutture produttive aerospaziali e promuovendo fusioni ed acquisizioni tra le maggiori compagnie.
Da una di queste operazioni nacque, nel gennaio del 1960, la British Aircraft Corporation, risultato della fusione tra la English Electric Aviation Ltd., la Vickers-Armstrongs (Aircraft) e la Bristol Aeroplane Company. Nel settembre dello stesso anno venne acquisita anche la Hunting Aircraft. In cambio di questo riassetto societario, vennero promessi incentivi da parte del governo che includevano lo sviluppo del velivolo multiruolo supersonico BAC TSR-2 e fondi governativi per ricerca e sviluppo di nuovi velivoli da trasporto civili.

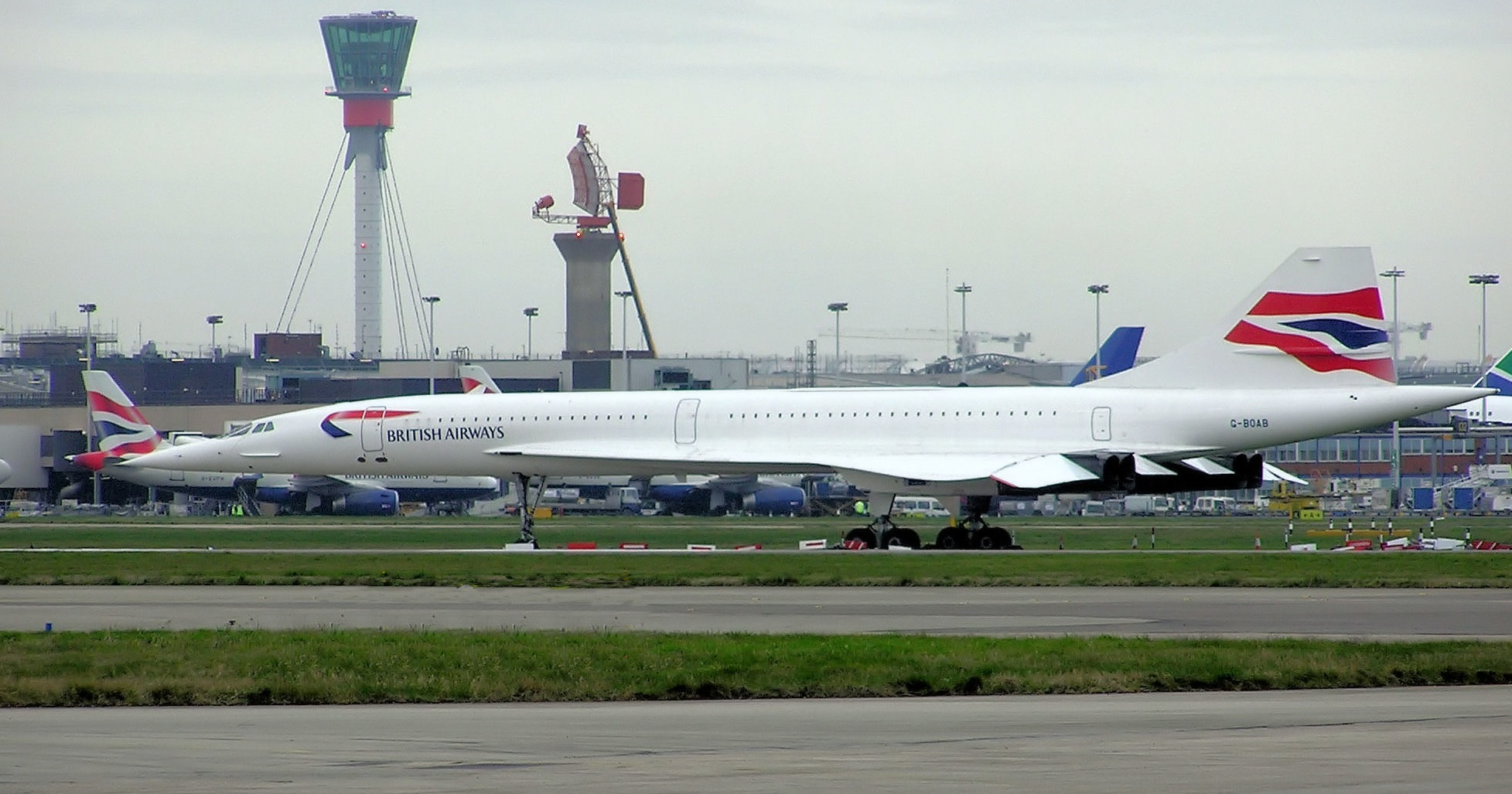
BAC Aérospatiale Concorde G-BOAB parcheggiato al London Heathrow Airport dopo il fermo della flotta dei Concorde nel 2000.

Molti dei progetti della BAC erano seguiti dalle compagnie che diedero origine alla società. La BAC non cambiò nome retroattivamente a questi progetti che mantennero la loro denominazione originaria come, ad esempio, il VC10 che rimase Vickers VC10. Il primo modello a portare il nome BAC fu il BAC One-Eleven (BAC 1-11), un progetto della Hunting Aircraft del 1961. La Bristol evitò il mercato dei velivoli da trasporto subsonici per dedicarsi al velivolo supersonico Bristol 223, che fu in seguito utilizzato nella joint-venture con la Sud Aviation che darà vita al progetto Anglo-Francese Concorde.
Nel 1963, la BAC acquisì le divisioni missilistiche della English Electric e della Bristol che erano rimaste autonome per formare una nuova sussidiaria, la British Aircraft Corporation (Guided Weapons). Vennero così sviluppati il Rapier, il BAe Sea Skua ed i Sea Wolf. Con l'acquisizione di competenze di sistemi spaziali ed elettronici, nel 1966 iniziò una fruttuosa collaborazione con la Hughes Aircraft che portò (tra gli altri) all'appalto di alcuni sottosistemi per i satelliti Intelsat.

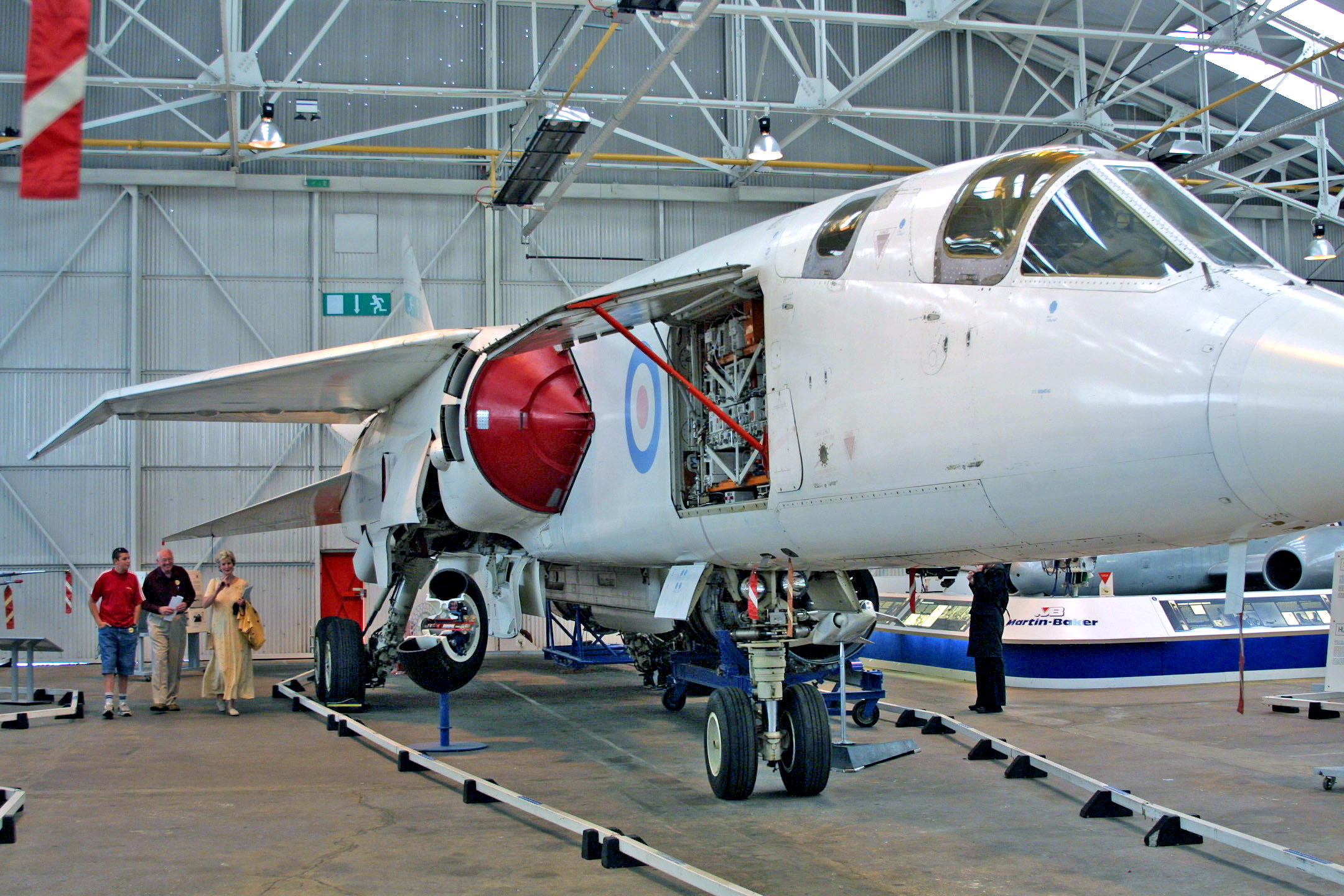
Un BAC TSR-2 in esposizione.

La cancellazione del progetto TSR-2 nell'aprile del 1965 fu un duro colpo per l'azienda. Dopo i primi voli del prototipo, le pressioni politiche portarono alla cancellazione del programma e alla distruzione delle rimanenti cellule in costruzione e relativa documentazione. Considerate le numerose cancellazioni di commesse militari, il BAC 1-11, sviluppato con capitali privati, fu probabilmente la salvezza della compagnia.
Nel maggio del 1966, la BAC e la Breguet fondarono la SEPECAT, una joint venture per produrre il velivolo militare Jaguar. Il primo degli otto prototipi volò l'8 settembre del 1968 ed entrò in servizio con l'Aeronautica militare francese nel 1973, quando la Breguet venne assorbita nella Dassault Aviation.
Nel 1967, i governi francese, tedesco ed inglese si accordarono per sviluppare un velivolo da trasporto civile da 300 posti, l'Airbus A300. La BAC si oppose alla proposta promuovendo il suo progetto BAC Three-Eleven come alternativa ai wide-body come l'A300, il DC-10 ed il Lockheed TriStar. Come per il BAC 1-11 sarebbero stati montati due motori Rolls-Royce turbofan in coda. La compagnia di bandiera inglese BEA era interessata a questo modello, ma il Governo intervenne per favorire lo sviluppo dell'Airbus. Alla BAC vennero negati i fondi per il suo progetto mentre alla Hawker Siddeley venne assegnato l'appalto per la costruzione delle ali dell'Airbus.

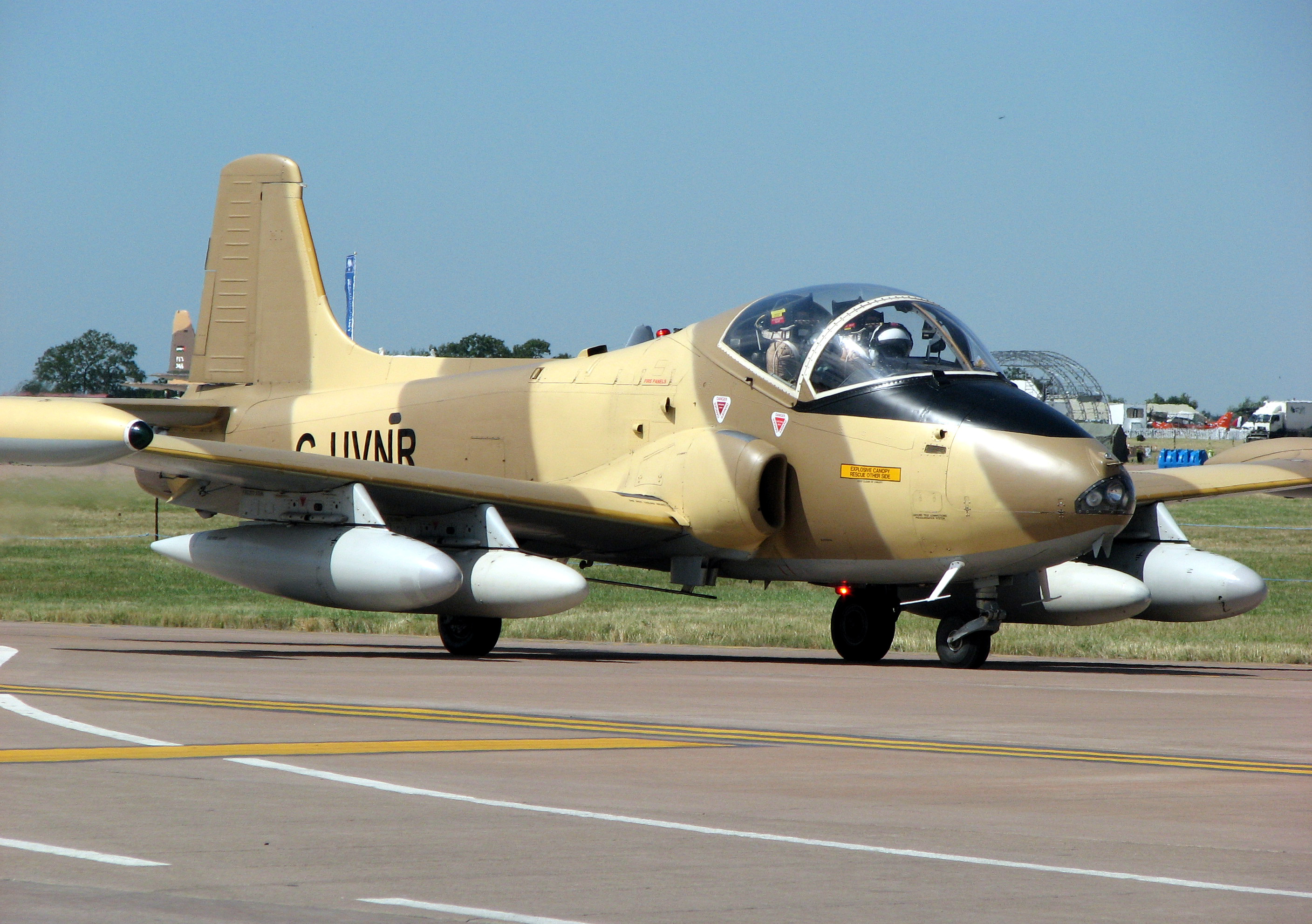
Un BAC Strikemaster.

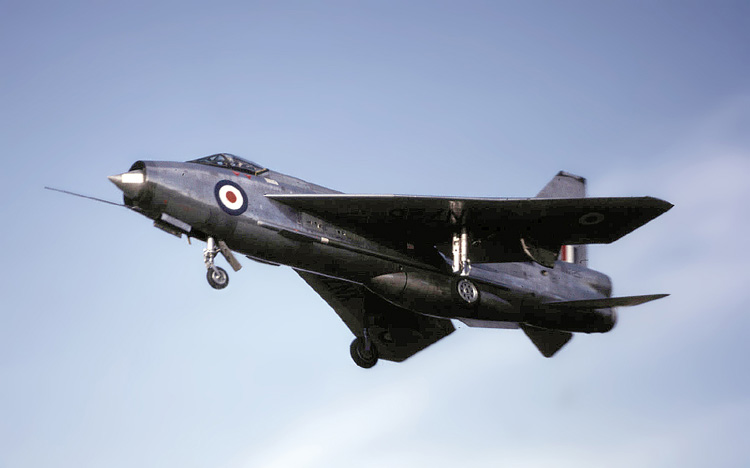
English Electric Lightning.

### Arabia Saudita
Nei primi anni sessanta, il governo dell'Arabia Saudita annunciò il lancio di un massiccio programma di investimenti nella Difesa, con la sostituzione dei suoi aerei da caccia e la costruzione di una rete di comunicazioni e difesa aerea.
Nel 1964 la BAC effettuò dei voli dimostrativi del suo Lightning a Riyadh e, nel 1965, l'Arabia Saudita firmò una lettera di intenti per acquistare i Lightning e gli Strikemaster così come i missili terra-aria Thunderbird. Il contratto fu firmato nel 1966 per 40 Lightning e 25 (poi cresciuti a 40) Strikemaster. Nel 1973, il Governo saudita firmò un accordo con il Governo britannico con cui si affidava alla BAC tutto il sistema di difesa. Il valore complessivo dell'accordo era valutato in più di un miliardo di sterline.

### Tornado

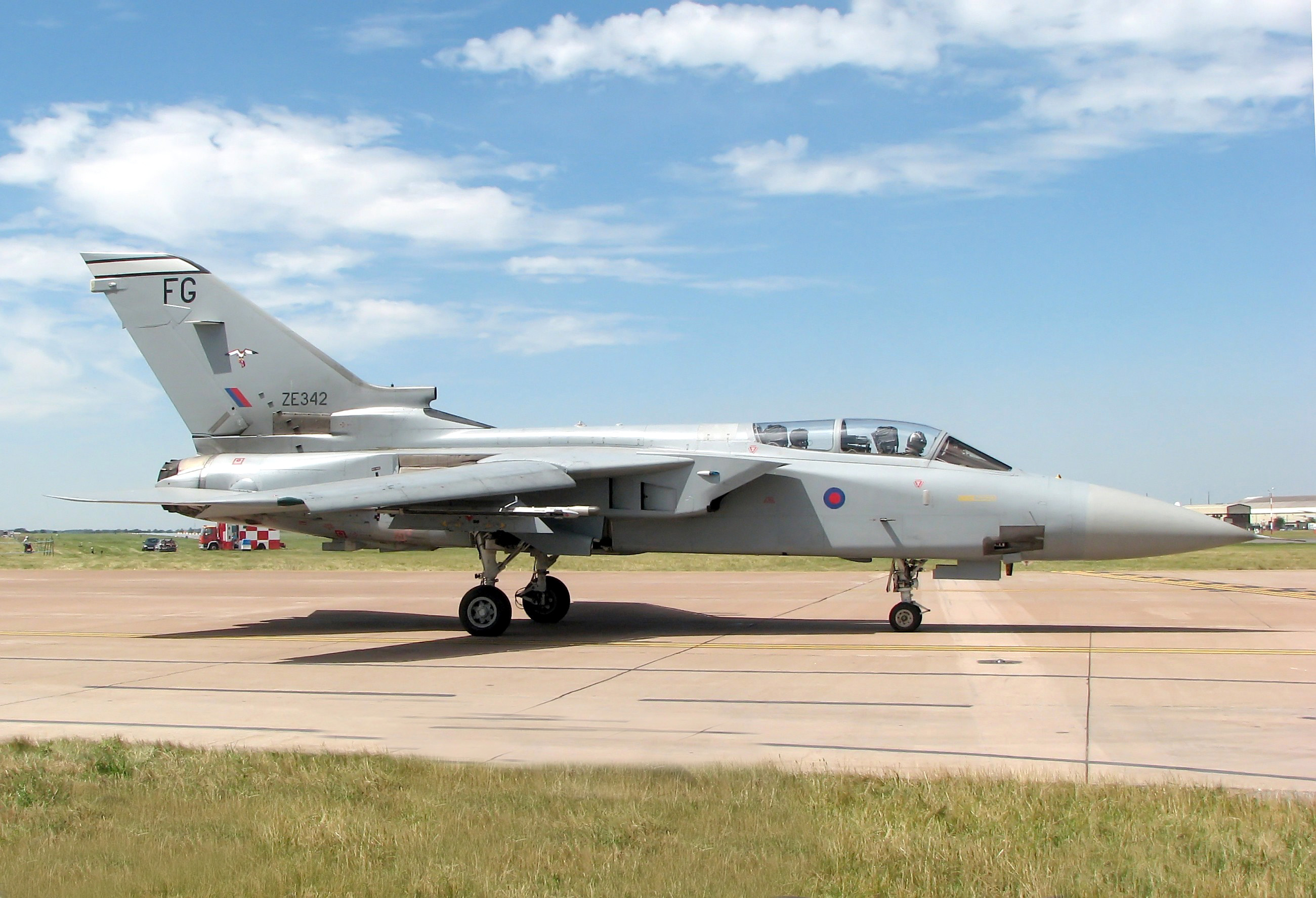
Un Panavia Tornado F3 della RAF.

Nel giugno del 1967, in seguito al ritiro della Francia dal progetto anglo-francese per un velivolo da attacco con ala a geometria variabile (AFVG), venne deciso da parte del Ministero della Tecnologia britannico di continuare il progetto assegnandolo alla BAC Warton. Questo programma successivamente noto come BAC Advanced Combat Aircraft confluì nel 1968 in una cooperazione internazionale a cui partecipavano anche il Canada ed il consorzio F-104 (di cui facevano parte la Germania, l'Italia, il Belgio e l'Olanda) per lo sviluppo comune di un velivolo multiruolo da combattimento (MRCA).
Il 26 marzo 1969, la Panavia Aircraft GmbH fu fondata dalla BAC, l'MBB, la Fiat e la Fokker. In maggio venne iniziata la fase preliminare di definizione del progetto che si concluse all'inizio del 1970 con due proposte, il monoposto Panavia 100 ed il biposto Panavia 200 (preferito dalla RAF e dalla Germania).
Nel settembre del 1971, i governi di Inghilterra, Italia e Germania firmarono la lettera di intenti per la produzione del Panavia Tornado. Il 30 ottobre 1974, il primo prototipo inglese (il secondo a volare) decollò dall'aeroporto della BAC a Warton. I tre governi firmaro il contratto di fornitura del primo lotto di aeroplani il 29 luglio 1976. La BAC e successivamente la British Aerospace (BAe) avrebbero consegnato 228 Tornado GR1 e 152 Tornado F3 alla RAF.

### Nazionalizzazione
Come la BAC, anche l'Hawker Siddeley Group si allargò con fusioni mentre le sue attività nel campo della progettazione e costruzione di motori aeronautici venivano concentrate alla Rolls-Royce e nella neonata Bristol-Siddeley Engines.  Le attività relative agli elicotteri furono cedute alla Westland Helicopters.
Il 29 aprile 1977, la BAC, l'Hawker Siddeley Group e la Scottish Aviation furono nazionalizzate e fuse con una disposizione del Governo (l'Aircraft and Shipbuilding Industries Act 1977) che diede vita alla British Aerospace (BAe).

## Prodotti

### Aeromobili
- BAC One-Eleven
- BAC Two-Eleven and Three-Eleven
- BAC 221
- BAC Strikemaster
- BAC / Aérospatiale Concorde
- BAC TSR-2
- BAC / Bristol 188
- BAC / Bristol Britannia
- BAC / English Electric Canberra
- BAC / English Electric Lightning
- BAC / Hunting H.126
- BAC / Hunting Jet Provost
- BAC / Vickers VC10
- BAC / Vickers Viscount
- BAC / Vickers Vanguard
- Panavia Tornado
- Sepecat Jaguar

### Missili
- BAC Rapier
- BAC Sea Skua
- BAC Sea Wolf
- BAC Swingfire

La BAC continuò anche lo sviluppo del Bristol Bloodhound e dell'English Electric Thunderbird

### Navette spaziali senza equipaggio umano
- Ariel 4
- Intelsat
- Prospero X-3

### Navette spaziali con equipaggio umano
- MUSTARD